# Fotometrie
Fotometrie is het deel van de optica dat zich bezighoudt met het meten van de hoeveelheid lichtenergie die door een bron wordt uitgezonden of door een oppervlak wordt opgevangen.

## Verdere verklaring
Bij de fotometrische bepalingen, waarbij men te maken heeft met de lichtuitstraling door verschillende bronnen, moet men bij de waarneming altijd rekening houden met een subjectief element, omdat het menselijk oog voor sommige kleuren (golflengten) gevoeliger is dan voor andere, zodat bronnen die verschillend monochromatisch licht uitzenden of wit licht van verschillende spectrale samenstelling, verschillende lichtindrukken veroorzaken, ook al zenden zij in totaal dezelfde hoeveelheid energie uit. Men tracht de subjectiviteit van de fotometrische bepalingen te begrenzen door gebruik te maken van foto-elektrische cellen, voorzien van filters die de gevoeligheid ervan zo veel mogelijk in de buurt brengen van die van het oog.
Eenvoudiger en objectiever verlopen deze metingen, als ze uitgevoerd worden met monochromatisch licht. De waarnemingen kunnen dan met het oog gebeuren, maar ook met foto-elektrische cellen. Meestal gebruikt men het laatste omdat ze veel nauwkeurigere resultaten verschaffen.
Om de fotometrische bepalingen te vereenvoudigen beschouwt men in veel gevallen de bron als puntvormig, hoewel men bij het meten van weer andere grootheden rekening moet houden met de afmetingen van de bron. De voornaamste fotometrische grootheden zijn: de hoeveelheid licht die uitgezonden wordt door een lichtbron, de lichtstroom, de lichtsterkte, de verlichtingssterkte, de helderheid (fysiologisch) en de fysische helderheid of luminantie.
Aangezien bij fotometrie de metingen betrekking hebben op de gemiddelde gevoeligheid van het menselijk oog (zowel wanneer men beoordeelt met het oog als wanneer gebruikgemaakt wordt van passend geijkte lichtgevoelige elementen) heeft het weinig praktisch nut de totale hoeveelheid energie, die door een lichtbron wordt uitgezonden, te kennen. Wel echter is het van belang de hoeveelheid licht te kennen, die door de bron wordt uitgezonden: een grootheid die gedefinieerd wordt als het product van de hoeveelheid energie en de zichtbaarheid van de straling van de beschouwde golflengte.